# Grote Beek (psychiatrisch ziekenhuis)

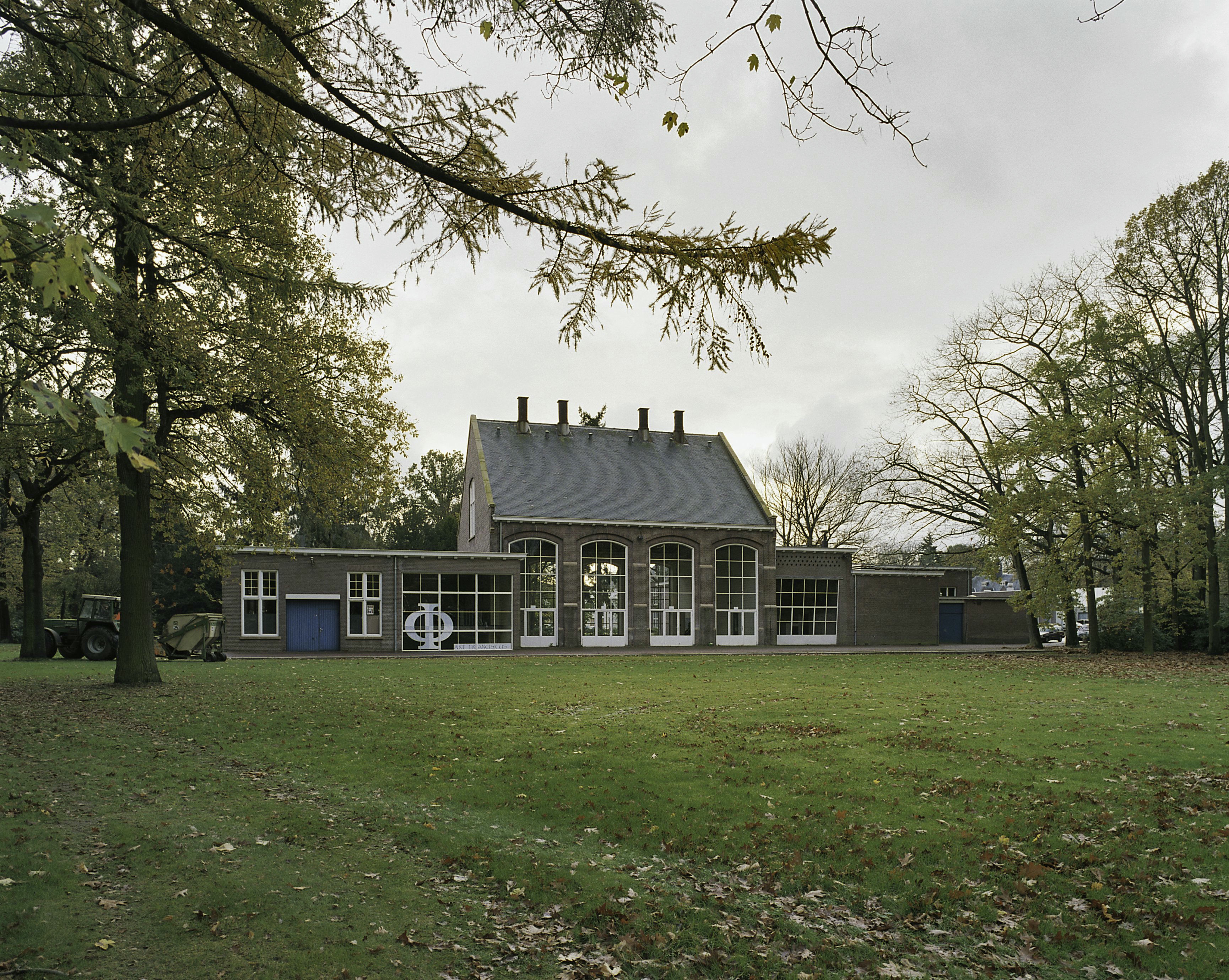
Ketelhuis (2005)

De Grote Beek is een psychiatrisch ziekenhuis in de stad Eindhoven, gelegen aan de Boschdijk.

## Voorgeschiedenis
Aan het eind van de 19e eeuw nam het rijk de verplichting op zich de zorg voor zwakzinnigen voor zijn rekening te nemen. Het opende daartoe een rijkskrankzinnigengesticht in Medemblik, dat al spoedig te klein werd en een dependance kreeg in Grave. Toen ook die combinatie begin 20e eeuw vol zat werd gekeken naar een nieuwe locatie. Daarbij kwam het voor het probleem te staan dat niet iedereen een dergelijk gesticht in zijn gemeente wilde hebben en anderzijds dat Medemblik deze werkgever niet kwijt wilde. Het rijk leurde jaren met de patiënten, waarbij gestichten in Driebergen, Castricum en Harderwijk geopperd werden en weer afvielen. Eindelijk in 1913 kon een aanbesteding plaatsvinden van het Rijkskrankzinnigengesticht Eindhoven. Toen de aanbesteding rond was, werd de bouw vertraagd door een gebrek aan bouwmaterialen als gevolg van de Eerste Wereldoorlog.

## Geschiedenis
Dit ziekenhuis werd op 15 februari 1918 in gebruik genomen onder de naam Rijkskrankzinnigengesticht. Aanvankelijk waren er ongeveer 900 bewoners. Later veranderde de naam in Rijks Psychiatrische Inrichting (R.P.I.) en nog later kreeg het de naam De Grote Beek.
Het voorvoegsel Rijks wijst er op dat er ook een gesloten inrichting bij behoorde, waar terbeschikkinggestelden verbleven. Een dergelijke inrichting is ook tegenwoordig nog aanwezig onder de naam Woenselse Poort.
Het oorspronkelijke complex omvatte een aantal karakteristieke gebouwen, waaronder het naar de straat gekeerde hoofdgebouw en het ketelhuis. Het hoofdgebouw is streng symmetrisch en het middendeel is voorzien van een torentje. In latere tijden zijn er diverse gebouwen en paviljoens bijgebouwd.
Het voormalige administratiegebouw, de kapel met foyer en het ketelhuis vallen onder de bescherming van een rijksmonument, mede vanwege de neorenaissancestijl waarin destijds gebouwd werd binnen de (voorloper van de) Rijksgebouwendienst.

## Landgoed
Het terrein van de Grote Beek is omvangrijk en is aangelegd op een voormalig landgoed, Vredeoord genaamd, dat vanaf 1839 werd ontwikkeld op een stuk droge heidegrond. Het bestaat voornamelijk uit droog naaldhout met enkele vennen. Midden op het terrein bevindt zich ook een groot transformatorstation dat de stad Eindhoven van stroom voorziet.
Het terrein is tegenwoordig opengesteld. Er zijn wandelingen uitgezet en er zijn ook activiteiten voor ambulante cliënten en voor het publiek. Ook vindt men er tuinen, een kinderboerderij, moderne kunst, gedichten en dergelijke. 